# Taxe sur les transactions financières (France)
La taxe sur les transactions financières ou TTF est une taxe française mise en place par le président Nicolas Sarkozy en 2012. Elle est inspirée par la proposition de taxe Tobin, quoique cette dernière ne s'applique qu'aux seules transactions monétaires internationales.

## Principe
Chaque achat d'action d'une entreprise française dont la capitalisation boursière dépasse un milliard d'euros se voit appliquer la taxe. Le taux peut être modifié par l’État chaque année. La taxe est facturée par l'opérateur fournissant des services d'investissement.
La taxe s'applique sur les transferts de propriété, ce qui signifie qu'elle ne s'applique que sur les opérations d'achat au comptant. Pour une opération de vente à découvert, la taxe est appliquée au moment de la clôture de la position (rachat). Les opérations à terme, comme les opérations au SRD (service de règlement différé), en sont exonérées.
Par exemple, les opérations suivantes sont exonérées : achats au comptant avec revente dans la journée (avant la clôture), ou achats à découvert avec revente en fin de mois (SRD).

## Histoire
Avant la mise en œuvre de la taxe sur les transactions financières qui existe aujourd'hui, il existait depuis un impôt très similaire, l'impôt sur les opérations de bourse. Son taux était fixé à 0,3 % du prix des titres, mais avec un montant plafonné par titre (610 euros la dernière année, ou, autrement dit, un taux de 0 % pour les opérations au dessus de 163 066 €). Cet impôt a été supprimé à l'arrivée de Nicolas Sarkozy à la présidence de la République.
Le projet s'est inspiré en France du concept de la taxe Tobin. La taxe est votée par le Parlement en février 2012 par le biais d'une loi de finance rectificative,,, qui supprime du même coup une taxe sur les transactions de devises adoptée en 2002 sous Lionel Jospin. Elle entre en application pour les acquisitions réalisées à compter du 1er août 2012. La prévision du gouvernement est celle d'un gain de 1,6 milliard d'euros par an pour les finances publiques. Elle ne rapporte que 300 millions d'euros par an en 2012 mais se situe effectivement au-delà de 1,5 milliard depuis 2017.
Le taux de la taxe a évolué. Initialement fixé à 0,1 %, ce taux n'a jamais été appliqué car élevé à 0,2 % par François Hollande le 18 août 2012, avec effet rétroactif sur les acquisitions réalisées à compter du 1er août 2012. Le taux passe ensuite à 0,3 % en janvier 2017, puis à 0,4 % en avril 2025. 
| Évolution du taux | Évolution du taux                                 | Évolution du taux |
| ----------------- | ------------------------------------------------- | ----------------- |
| Adopté le         | Applicable aux acquisitions réalisées à partir du | Taux              |
| 16 mars 2012      | 1er août 2012                                     | 0,1 %             |
| 18 août 2012      | 1er août 2012                                     | 0,2 %             |
| 1er janvier 2017  | 1er janvier 2017                                  | 0,3 %             |
| 1er avril 2025    | 1er avril 2025                                    | 0,4 %             |

En outre, alors que le Parlement a adopté le principe de l'inclusion des transactions intra-journalières dans l'assiette à l'occasion de l'article 62 de la loi de finances initiale pour 2017, qui devait s'appliquer pour les acquisitions réalisées à partir de 2018, elles ont été réexclues à l'arrivée d'Emmanuel Macron à la présidence de la République.
Cette loi devait être complétée par la taxe sur les transactions financières dans l'Union européenne votée par le Parlement européen en décembre 2012, mais les désaccords entre les pays signataires n'avaient toujours pas permis de mettre en œuvre le projet au printemps 2023.

## Produit
La TTF a rapporté aux finances publiques, en millions d'euros : 
| 2015    | 2016 | 2017  | 2018    | 2019    | 2020    | 2021  | 2022  | 2023  | 2024 (e) | 2025 (p) | 2025 (p*) |
| ------- | ---- | ----- | ------- | ------- | ------- | ----- | ----- | ----- | -------- | -------- | --------- |
| 1 057,5 | 947  | 1 459 | 1 301,5 | 1 442,9 | 1 784,6 | 1 708 | 1 889 | 1 605 | 1 492    | 1 868    | 2 418     |

(e) : estimation dans l'attente du chiffre définitif, qui figurera aux voies et moyens du PLF pour 2026
(p) : prévision (sur la base du taux de 0,3 % initialement prévu en projet de loi de finances pour 2025)
(p*) : prévision (sur la base du taux de 0,4 % finalement adopté en loi de finances initiale pour 2025)

## Critiques et limites

### Échec dans l'atteinte des objectifs
La Cour des comptes mène en 2017 une étude sur les effets de la taxe. Dans une note adressée aux ministres de l’Économie et des Finances ainsi qu'à celui des Comptes publics (Bruno Le Maire et Gérald Darmanin), la cour estime que la taxe sur les transactions financières est un échec relatif. Si elle permet à l'État d'engranger un milliard d'euros par an, la taxe n'a atteint : « aucun des trois objectifs stratégiques [qui lui avaient été assignés :] faire contribuer le secteur financier au redressement des finances publiques, exercer une action de régulation sur les marchés financiers, initier un mouvement d'adhésion des autres États au projet de la Commission ».

### Frein à l'attractivité française
La taxe sur les transactions financières est accusée, faute de généralisation internationale, de défavoriser la place de Paris par rapport aux autres places financières mondiales et de décourager les investissements de capitaux en France. Les volumes d'échange des entreprises françaises concernées par la TTF se sont réduits après l'instauration de la taxe, bien que sans impact sur la volatilité et la liquidité des titres. L'économiste d'Harvard, Kenneth Rogoff, juge qu'elle a « de nombreux effets pervers » et que c'est « une idée néfaste ». Le Cercle des économistes juge cette taxe « futile » et « incohérente ».

### Échec dans la lutte contre la spéculation
La taxe sur les transactions financières, dans sa forme actuelle, ne limiterait pas les tentations spéculatives faute de n'être appliquée ni aux transactions intraday (achat avec revente dans la journée, qui représentent 80% des transactions), ni aux produits dérivés. La comparant avec la taxe Tobin, Jean Arthuis écrit que « la taxe que le gouvernement a soumise au Parlement constitue une version symbolique, disons gesticulatoire, de la taxe Tobin ».
L'étude de la Cour des comptes remarque que la taxation ne pèse pas sur le secteur financier mais sur les clients des intermédiaires financiers, les activités les plus spéculatives ne sont pas taxées et la taxe ne s'est pas généralisée au niveau européen.